# Kyparissía
Ne doit pas être confondue avec Kyparíssia en Arcadie.
Pour les articles homonymes, voir Arkadia et Arcadia.
Pour le personnage mythologique, voir Cyparisse.
Kyparissía, ou plus rarement Cyparissia ou Cyparisse (grec moderne : Κυπαρισσία), est une ville de Messénie, en Grèce.
Selon le recensement de 2011, elle compte 8 879 habitants.
La ville était aussi connue sous le nom d'Arkadia ou Arcadia, notamment avant le XIXe siècle.